# Балинт Јухас
Балинт Јухас (мађ. Bálint Juhász; Суботица 7. новембар 1982) српски је политичар. Од 25. априла 2024. обавља функцију председника Скупштине Аутономне Покрајине Војводине. Члан је Савеза војвођанских Мађара.

## Биографија
Рођен је 7. новембра 1982. у мађарској породици у Суботици. Основне и мастер академске студије завршио је на Економском факултету у Суботици. Од 2006. члан је Савеза војвођанских Мађара. Ожењен је и отац троје деце.